# 舊衛城博物館

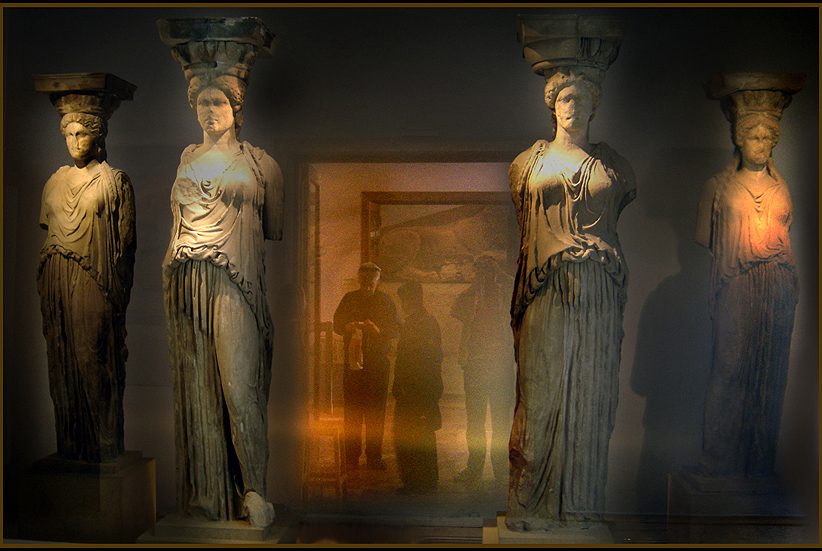

舊衛城博物館（希臘語：(Παλαιό) Μουσείο Ακρόπολης）是希臘雅典的一座考古博物館，收集展示和雅典衛城有關的考古品。由於面積太小，希臘政府在1980年代晚期決定修建一座新的博物館替代舊衛城博物館。2009年6月20日，衛城博物館開業。

## 外部連結
- Acropolis museum （页面存档备份，存于）
- Acropolis Museum: Moschophoros, Kritios Boy

37°58′16″N 23°43′41″E / 37.971°N 23.728°E